# Themus pallidobrunneus
Themus pallidobrunneus es una especie de coleóptero de la familia Cantharidae.

## Distribución geográfica
Habita en Sichuan (China).